# Фюрфельд
Фюрфельд (нем. Fürfeld) — община в Германии, в земле Рейнланд-Пфальц. 
Входит в состав района Бад-Кройцнах. Подчиняется управлению Бад Кройцнах.  Население составляет 1528 человек (на 31 декабря 2010 года). Занимает площадь 12,48 км².